# Trichacis elongata
Trichacis elongata är en stekelart som beskrevs av Lubomir Masner 1983. Trichacis elongata ingår i släktet Trichacis och familjen gallmyggesteklar. Inga underarter finns listade i Catalogue of Life.